# Hassani Abdelkrim
Hassani Abdelkrim (em árabe: حساني ﻋﺒﺪ اﻟﻜﺮﻳﻢ) é uma cidade e comuna no distrito de Debila, na província de El Oued, Argélia. De acordo com o censo de 2008, a população total da cidade era de 22 755 habitantes.